# Holt McCallany
Holt McCallany (n. 3 de septiembre de 1963) es un actor, guionista y productor estadounidense de cine y televisión. Es particularmente conocido por interpretar a Bill Tench en la serie Mindhunter.

## Filmografía

### Cine
| Año  | Título                        | Papel                               | Notas         |
| ---- | ----------------------------- | ----------------------------------- | ------------- |
| 1987 | Creepshow 2                   | Sam Whitemoon                       |               |
| 1988 | After School                  | Jay                                 |               |
| 1988 | Shakedown                     | Roadblock Officer                   |               |
| 1989 | Casualties of War             | Lt. Kramer                          |               |
| 1992 | Alien 3                       | Junior                              |               |
| 1994 | Amateur                       | Usher                               |               |
| 1994 | The Search for One-eye Jimmy  | Les                                 |               |
| 1995 | Flirt                         | Bartender                           |               |
| 1995 | Jade                          | Bill Barrett                        |               |
| 1997 | The Peacemaker                | Mark Appleton                       |               |
| 1999 | Mumford                       | Newcomer                            | Sin acreditar |
| 1999 | Fight Club                    | The Mechanic                        |               |
| 1999 | Three Kings                   | Capt. Doug Van Meter                |               |
| 2000 | Men of Honor                  | MM1 Dylan Rourke                    |               |
| 2001 | Out of Line                   | Henri Brulé                         |               |
| 2002 | Below                         | Loomis                              |               |
| 2004 | Against the Ropes             | Doug Doherty                        |               |
| 2005 | The Kingdom of Ultimate Power | Boss #2                             | Cortometraje  |
| 2006 | Alpha Dog                     | Detective Tom Finnegan              |               |
| 2007 | Rise: Blood Hunter            | Rourke                              |               |
| 2008 | Vantage Point                 | Agent Ron Matthews                  |               |
| 2008 | Toxic                         | Van                                 |               |
| 2009 | A Perfect Getaway             | Police Lieutenant                   |               |
| 2009 | Stolen                        | Swede                               |               |
| 2010 | The Losers                    | Wade                                |               |
| 2012 | Hijacked                      | Rostow                              |               |
| 2012 | Bullet to the Head            | Hank Greely                         |               |
| 2013 | Gangster Squad                | Karl Lennox                         |               |
| 2013 | Crush                         | Mike Norris                         | Directo a DVD |
| 2015 | Run All Night                 | Frank                               |               |
| 2015 | Blackhat                      | Deputy United States Marshal Jessup |               |
| 2015 | The Perfect Guy               | Detective Hansen                    |               |
| 2015 | Concussion                    | Angry Neurologist                   |               |
| 2016 | The Ganzfeld Haunting         | Detective Murphy                    |               |
| 2016 | Sully                         | Mike Cleary                         |               |
| 2016 | Jack Reacher: Never Go Back   | Col. Sam Morgan                     |               |
| 2016 | Monster Trucks                | Burke                               |               |
| 2017 | Shot Caller                   | Jerry "The Beast" Manning           |               |
| 2017 | Justice League                | Burglar                             | Sin acreditar |
| 2018 | Beyond White Space            | Richard Bentley                     |               |
| 2019 | Sgt. Will Gardner             | Officer Callahan                    |               |
| 2019 | Le dindon                     | TBA                                 |               |
| 2020 | Greenland                     | Tom                                 |               |
| 2021 | The Ice Road                  | René Lampard                        |               |
| 2023 | The Iron Claw                 | Fritz Von Erich                     |               |
| 2024 | The Amateur                   | TBA                                 |               |

### Televisión
| Año        | Título                            | Papel                  | Notas                                   |
| ---------- | --------------------------------- | ---------------------- | --------------------------------------- |
| 1986       | All My Children                   | Bruce Emory            | 1 episodio                              |
| 1993       | Zelda                             |                        | Telefilme                               |
| 1994       | Law & Order                       | Marc Kenner            | episodio: "Doubles"                     |
| 1995       | Tyson                             | Teddy Atlas            | Telefilme                               |
| 1995       | Tecumseh: The Last Warrior        | Blue Jacket            | Telefilme                               |
| 1997       | The Advocate's Devil              | Joe Campbell           | Telefilme                               |
| 1997       | Rough Riders                      | Sgt. Hamilton Fish     | 2 episodios                             |
| 1999       | Law & Order                       | Officer Steve Felton   | episodio: "Shield"                      |
| 2000       | Kiss Tomorrow Goodbye             | Minnow                 | Telefilme                               |
| 2000       | L.A. County 187                   | Deputy John Gustodas   | Piloto                                  |
| 2000–2001  | Freedom                           | Owen Decker            | 12 episodios                            |
| 2003, 2005 | CSI: Miami                        | Detective John Hagen   | 11 episodios                            |
| 2004       | Monk                              | Pat van Ranken         | episodio: "Mr. Monk and the Three Pies" |
| 2006       | Law & Order: Special Victims Unit | Walter Inman           | episodio: "Manipulated"                 |
| 2006       | Underfunded                       | Alex Breech            | Telefilme                               |
| 2007       | Medium                            | Nick Lewin             | episodio: "Better Off Dead"             |
| 2007       | Heroes                            | Ricky McKenna          | 4 episodios                             |
| 2007       | Criminal Minds                    | Roy Woodridge          | episodio: "Distress"                    |
| 2007–2008  | Law & Order: Criminal Intent      | Det. Patrick Copa      | 2 episodios                             |
| 2009       | Bound by a Secret                 | Jimmy                  | Telefilme                               |
| 2009       | Burn Notice                       | Santora                | episodio: "Question and Answer"         |
| 2010       | Night and Day                     | Bobby Kohl             | Piloto                                  |
| 2011       | Lights Out                        | Patrick "Lights" Leary | 14 episodios                            |
| 2012       | Law & Order: Special Victims Unit | Donald O'Keefe         | episodio: "Official Story"              |
| 2013       | Golden Boy                        | Detective Joe Diaco    | 13 episodios                            |
| 2014–2015  | Blue Bloods                       | D.A. Robert McCoy      | 5 episodios                             |
| 2015       | Warrior                           | Andriv Vorobin         | Piloto                                  |
| 2017–2019  | Mindhunter                        | Bill Tench             | 19 episodios                            |

### Videojuegos
| Año  | Título                | Papel    |
| ---- | --------------------- | -------- |
| 2000 | Star Wars: Demolition | Wade Vox |
| 2004 | Fight Club            | Mechanic |